# Collection Khalili d'art japonais
La collection Khalili d'art japonais est une collection privée d'arts décoratifs du Japon datant de l'ère Meiji (1868-1912). Rassemblée par l'universitaire, collectionneur et philanthrope britannique Nasser David Khalili, elle comprend 2 200 œuvres, notamment des pièces de métal, des émaux, des Céramiques, des objets laqués et des textiles. Par sa taille et sa qualité, elle n'est comparable qu'à la collection de la famille impériale japonaise.
L'ère Meiji est marquée par l'absorption d'influences culturelles occidentales, et le Japon promeut son art lors d'événements internationaux, ce qui contribue à son influence en Europe. La collection Khalili ne vise pas à couvrir l'ensemble de l'art décoratif de cette période, mais se concentre sur les objets présentant la plus haute qualité technique et artistique. Certaines pièces sont réalisées par des artistes de la cour impériale pour les Grandes Expositions de la fin du XIXe siècle. Cette collection constitue l'une des huit collections majeures constituées, publiées et exposées par Nasser D. Khalili. 

## Collection
La collection comprend plus de 1 400 objets, dont des pièces de métal, des émaux, des Céramiques et des objets laqués. Elle inclut notamment des œuvres réalisées par des artistes de la cour impériale, dont certaines sont exposées lors des Grandes Expositions de la fin du XIXe siècle. Le catalogue de la collection, intitulé Meiji No Takara et publié en 1995, compte huit volumes. Plutôt que de couvrir l'ensemble de l'art décoratif de l'ère Meiji, la collection s'est focalisée sur les objets présentant la plus haute qualité technique et artistique. Parmi les pièces notables figurent vingt-cinq objets portant des emblèmes impériaux, commandés par l'Empereur pour être offerts à des dignitaires et membres de familles royales étrangers, ainsi que douze autres pièces créées pour les expositions internationales autour du tournant du XXe siècle. 